# Triunghiul numerelor de partiții
Referitor la partițiile numerelor întregi⁠(d), studiate în teoria numerelor și combinatorică, semnificația numerelor {\displaystyle p_{k}(n)} este atât numărul de partiții ale lui {\displaystyle n} în exact {\displaystyle k} părți (adică sume de {\displaystyle k} întregi pozitivi egale cu {\displaystyle n}), cât și numărul de partiții ale lui {\displaystyle n} în părți de dimensiune maximă exact {\displaystyle k}. Aceste două tipuri de partiții sunt bijective unul cu celălalt, printr-o reflexie diagonală a tablourilor lui Young⁠(d) asociate numerelor. Numerele de partiții pot fi aranjate într-un triunghi, triunghiul numerelor de partiții, în care rândul {\displaystyle n} conține numerele de partiții {\displaystyle p_{1}(n),p_{2}(n),\dots ,p_{n}(n)}:
| kn | 1 | 2 | 3 | 4 | 5 | 6 | 7 | 8 | 9 |
| -- | - | - | - | - | - | - | - | - | - |
| 1  | 1 |   |   |   |   |   |   |   |   |
| 2  | 1 | 1 |   |   |   |   |   |   |   |
| 3  | 1 | 1 | 1 |   |   |   |   |   |   |
| 4  | 1 | 2 | 1 | 1 |   |   |   |   |   |
| 5  | 1 | 2 | 2 | 1 | 1 |   |   |   |   |
| 6  | 1 | 3 | 3 | 2 | 1 | 1 |   |   |   |
| 7  | 1 | 3 | 4 | 3 | 2 | 1 | 1 |   |   |
| 8  | 1 | 4 | 5 | 5 | 3 | 2 | 1 | 1 |   |
| 9  | 1 | 4 | 7 | 6 | 5 | 3 | 2 | 1 | 1 |

## Relația de recurență
Analog cu triunghiul lui Pascal, aceste numere pot fi calculate folosind relația de recurență:
{\displaystyle p_{k}(n)=p_{k-1}(n-1)+p_{k}(n-k).}
Drept cazuri particulare, {\displaystyle p_{1}(1)=1,} iar orice valoare din partea dreaptă a recurenței care ar fi în afara triunghiului poate fi luată zero. Această ecuație poate fi explicată notând că fiecare partiție a {\displaystyle n} din {\displaystyle k} părți, enumerate de {\displaystyle p_{k}(n),} poate fi formată fie prin adăugarea unei părți de mărimea 1 la o partiție de {\displaystyle n-1} în {\displaystyle k-1} părți, enumerate de {\displaystyle p_{k-1}(n-1),} sau prin creșterea cu câte 1 parte a fiecărei partiții de {\displaystyle n-k} din {\displaystyle k} părți, enumerate de {\displaystyle p_{k}(n-k).}

## Sumele rândurilor și diagonalelor
În triunghiul numerelor de partiții, suma numerelor din rândul {\displaystyle n}este numărul de partiții⁠(d) {\displaystyle p(n)}. Aceste numere formează succesiunea:
1, 2, 3, 5, 7, 11, 15, 22, ...
omițând valoarea inițială {\displaystyle p(0)=1} a numerelor partițiilor.
Fiecare diagonală de la stânga sus la dreapta jos este, începând de la un anumit rând, constantă, părțile constante ale acestor diagonale extinzându-se aproximativ de la jumătatea fiecărui rând până la capătul său. Valorile acestor constante sunt, din nou, numerele de partiții 1, 1, 2, 3, 5, 7, ... .